# Антикознавство
Антикознавство — галузь гуманітарних наук, присвячена дослідженню Риму та Греції в епоху класичної античності.

## Антикознавство в Україні

### Ніжинський історико-філологічний інститут
Академічне вивчення всесвітньої історії в Російській імперії було започатковано на початку XVIII століття, коли була заснована в Петербурзі російська Академія наук і художеств, на роботу в яку були запрошені іноземні вчені. Одним з перших академіків класиків був Ґоттліб-Зіґфрід Баєр, який прибув в Академію в лютому 1726 року. Отже, з самого початку свого існування вітчизняне антикознавство розвивалось як відгалуження німецької школи. Перелом у викладанні класики був пов'язаний з приходом на кафедру всесвітньої історії Санкт-Петербурзького університету проф. Михайло Куторга, якому і судилося стати основоположником першої вітчизняної античної школи. Попри свою тезу про «чисту» науку, Михайло Куторга зазначав і практичний сенс антикознавства. З цього приводу він писав, що «…історія Греції має саме для нас…, особливу вагу і значення: вона послуговує для точнішого зрозуміння нашого народу». І так як Західна Європа виводить свою історію з давнього Риму, завданням вітчизняних істориків є вивчення Греції і Візантії, як витоків слов'янських держав: «Вивчаючи історію давніх греків, ми вивчаємо історію своїх… духовних пращурів».
Та попри блискучі викладацькі успіхи, професор Михайло Куторга не обмежувався лекціями в університеті. З кінця 40-х років він створив у себе на дому щось на зразок історичного семінару для охочих студентів. З цього семінару вийшла ціла плеяда видатних учених, серед яких був і основоположник антикознавства в НІФІ проф. Петро Люперсольський. До того ж, якщо врахувати, що він у Берлінському університеті пройшов курс лекцій першокласних європейських вчених XIX століття Леопольда фон Ранке, Теодора Моммзена, Ернста Курциуса, Ніжинський інститут отримав одного з найкращих вітчизняних вчених-класиків.
Метою створеного 1875 року Інституту, за статутом, була підготовка вчителів давніх мов та словесності, а згодом істориків-класиків. На той час в європейських та вітчизняних університетах завданням класичної філології було дослідження естетичного боку античних текстів. Особливістю ж антикознавства НІФІ було зближення класичної філології та історії. Важливою у цьому аспекті є чітка позиція професора Петра Люперсольського, виражена в дискусії з приводу відкриття історичного відділення в НІФІ (1882 року), що історик не може бути істориком без досконалого володіння давніми мовами, що було реалізовано вітчизняною наукою наприкінці XIX століття.
Відтак, у статуті історичного відділення НІФІ професори Григорій Зенгер і Петро Люперсольський, як видатні представники античної школи, зазначали, що метою заснування нового відділення має стати посилення викладання історії […]. Позаяк та другорядна роль, яка відводиться історії, не відповідає значенню цієї науки в колі філологічних знань. Однак важливу частину занять має складати читання і критичний розбір давніх авторів та інших пам'яток на обох класичних мовах. Це дасть змогу випускникам історичного відділення бути як викладачами історії, так і давніх мов.

### Новоросійський-Одеський університет
Відкриття Новоросійського університету в Одесі, відбулося 1 травня 1865 року. Серед факультетів нового центру освіти, як пише в своїх спогадах відомий учений — античник Василій Модестов, «був непоганий на перший раз і історико-філологічний факультет». Дійсно, біля його витоків стояли сам Василій Модестов, молодий петербуржець, магістр римської словесності, якому судилося стати одним з провідних російських фахівців з історії стародавнього Рима; викладачі колишнього Рішельевського ліцею: спеціалісти з античної історії Пилип Брун і Владислав Юргевич; визначний славіст і візантінознавець Віктор Григорович; випускник Дерптського університету, професор грецької філології, Федір Струве.
Новий етап в історії факультету починається після затвердження Загального Статуту Імператорських російських університетів від 23 серпня 1884 року. Вивчення стародавнього світу та середніх віків концентрується відтепер на кафедрах класичної філології, загальної історії, теорії та історії мистецтв, церковної історії.
Під час другої світової війни факультет був евакуйований, але не припинив своєї роботи, тому зміг швидко відновити роботу по її завершені.